# Kódži Nakata
Kódži Nakata (* 9. července 1979) je bývalý japonský fotbalista.

## Reprezentační kariéra
Kódži Nakata odehrál 57 reprezentačních utkání. S japonskou reprezentací se zúčastnil Mistrovství světa 2002 a Mistrovství světa 2006.

## Statistiky
| Japonsko | Japonsko | Japonsko |
| Roky     | Záp.     | Góly     |
| -------- | -------- | -------- |
| 2000     | 7        | 0        |
| 2001     | 13       | 0        |
| 2002     | 13       | 0        |
| 2003     | 7        | 0        |
| 2004     | 6        | 2        |
| 2005     | 8        | 0        |
| 2006     | 2        | 0        |
| 2007     | 1        | 0        |
| Celkem   | 57       | 2        |